# ザクセン＝ゴータ

ザクセン＝ゴータ公国
Herzogtum Sachsen-Gotha

| 先代                 | 次代 |
| -------------------- | --- |
| ザクセン＝ヴァイマル | ザクセン＝コーブルク公国 ザクセン＝アイゼンベルク公国 ザクセン＝ゴータ＝アルテンブルク公国 ザクセン＝ヒルトブルクハウゼン公国 ザクセン＝マイニンゲン公国 ザクセン＝レムヒルト公国 ザクセン＝ザールフェルト公国 |
ザクセン＝ゴータ（ドイツ語: Sachsen-Gotha）は1640年から1680年まで存在した、ヴェッティン家エルネスティン系が統治した公国。領土は現ドイツのテューリンゲン州の一部にあたる。

## 歴史

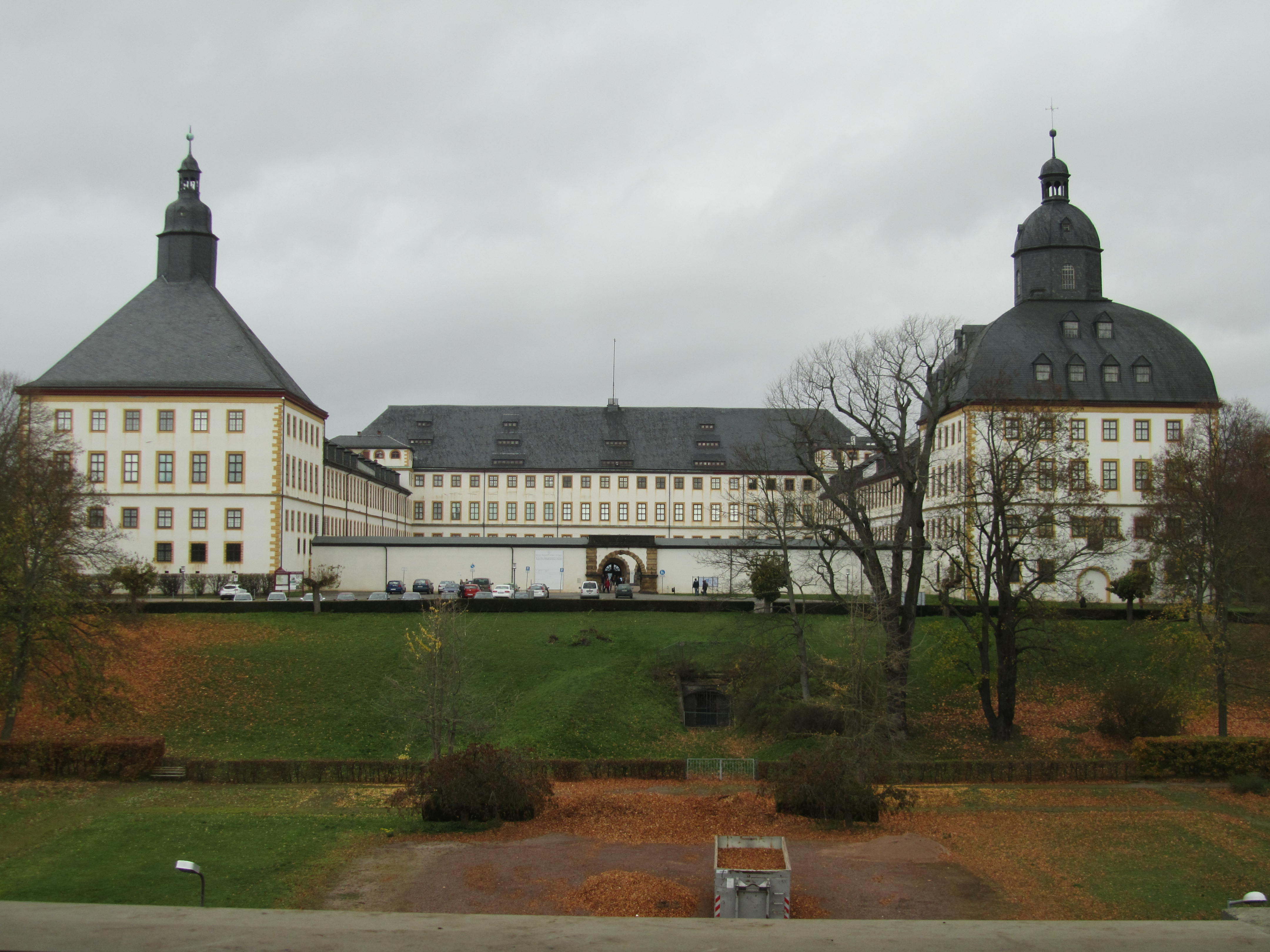
ゴータのフリーデンシュタイン城

1640年、ザクセン＝ヴァイマル公ヴィルヘルムは弟のエルンスト1世のためにザクセン＝ゴータの分領を創設した。エルンスト1世はゴータに居を構え、1643年から1654年まで自らの居城であるフリーデンシュタイン城を築き上げた。また同時にザクセン＝アイゼナハ公国も創設され、三男坊のアルブレヒト4世が公位についた。
アルブレヒト4世は1644年に子のないまま死去、ヴィルヘルムが首都のアイゼナハとヴァルトブルクを獲得した一方、エルンスト1世は残りの大部分を相続した。1660年、エルネスティン家とアルベルティン家の間で数十年間争われたヘンネベルク家領の相続がようやく決着、ザクセン＝ゴータもその一部を併合した。1672年にザクセン＝アルテンブルク公フリードリヒ・ヴィルヘルム3世が後継者のないまま死去すると、エルンスト1世は妻エリザベート・ゾフィー・フォン・ザクセン＝アルテンブルクを通してザクセン＝アルテンブルクの大半を併合した。このとき、エルンスト1世はザクセン＝ゴータ＝アルテンブルク公の称号を得た。
1675年にエルンスト1世が死去するときには公国の所領が創設時より大きく拡大した。長男のフリードリヒ1世はまず弟たちと共同で統治し、続いて1680年に公国を分割した。フリードリヒ1世はゴータとアルテンブルク、およびザクセン＝ゴータ＝アルテンブルク公の称号を維持した。これ以降の歴史はザクセン＝ゴータ＝アルテンブルクを参照のこと。

## ザクセン＝ゴータ公の一覧
- エルンスト1世（1601年 - 1675年）
- フリードリヒ1世（英語版）（1646年 - 1691年） - 1680年まで、6人の弟と共同統治。1680年に弟に領土を分け与えた。
  - アルブレヒト5世（英語版）（1648年 - 1699年） - ザクセン＝コーブルク公
  - ベルンハルト1世（英語版）（1649年 - 1706年） - ザクセン＝マイニンゲン公
  - ハインリヒ（1650年 - 1710年） - ザクセン＝レムヒルト公
  - クリスティアン（1653年 - 1707年） - ザクセン＝アイゼンベルク公
  - エルンスト（英語版）（1655年 - 1715年） - ザクセン＝ヒルトブルクハウゼン公
  - ヨハン・エルンスト4世（英語版）（1658年 - 1729年） - ザクセン＝コーブルク＝ザールフェルト公